# Chlortetracyklin
Chlortetracyklin, též aureomycin či aureocyklin, je širokospektrální antibiotikum ze skupiny základních tetracyklinů. V humánní medicíně se již nepoužívá, ve veterinární medicíně se užívá k léčbě mastitid a poporodních infekcí skotu, infekcí dýchací a trávicí soustavy telat, prasat a drůbeže a při infekčních onemocnění a sepsí u mláďat. Dále se místně používá k terapii infekcí kůže, spojivky, zevního zvukovodu či ran.
Chlortetracyklin je přirozeným produktem některých kmenů aktinomycety Streptomyces aureofaciens. Byl objeven v roce 1945 jako první známé tetracyklinové antibiotikum.

## Vlastnosti
Chlortetracyklin je žlutý krystalický prášek, bez zápachu, stabilní na vzduchu, ale na světle se pomalu rozkládá. Je rozpustný v alkalických hydroxidech a uhličitanech, nepatrně rozpustný ve vodě a alkoholech a prakticky nerozpustný v acetonu, chloroformu a diethyletheru.